# دونالد إي. إدواردز
دونالد إي. إدواردز (بالإنجليزية: Donald E. Edwards)‏ هو سياسي أمريكي، ولد في 15 يونيو 1937 في بولس فالس في الولايات المتحدة، وتوفي في 16 أغسطس 2018 في الولايات المتحدة بسبب فشل تنفسي. حزبياً، نشط في الحزب الديمقراطي. وقد انتخب عضو مجلس نواب فيرمونت.